# Chersotis amaliae
Chersotis amaliae là một loài bướm đêm trong họ Noctuidae.